# عزلة سوق ادعام (الجوف)
سوق دعام   إحدى قرى مديرية الزاهر بمحافظة الجوف اليمنية، بلغ تعداد سكانها 2948 نسمة حسب الإحصاء الذي أجري عام 2004.
وتصنف سوق دعام من المناطق الأثرية في محافظة الجوف  والتي تمثل فن الحاضر وروعة المستقبل وأصالة الماضي  لما تتمتع به من تميز فريد سواءً في الطبيعة التي حباها الله أياها أو بمزارعها وانتاجها الوافر للنخيل والفواكه والخضروات أو غيرها من المجالات.

## التسمية
سوق دعام يرجع تسمية القرية إلى أحد ملوك أرحب  كان له سوق كبير بالقرية اسمه دعام بن أرحب بن الدعام بن مالك بن ربيعة بن الدعام بن مالك بن معاوية بن صعب بن دومان بن بكيل.
يصنف أهلها من بين سكان الجوف المثقفين والمتعلمين الأكثر كما يوجد فيها الكثير من المواقع  الأثرية والمعالم التاريخية مثل مسجد الإمام المنصور بالله عبد الله بن حمزة  وحصن الأمير يحيى حسن الدهشاء الذي يعتبر قلعة تاريخية هامة لاحتوائه على تراثٍ إنساني عظيم ويعود تاريخ بنائه إلى أكثر من 200 عام. وسوق دعام منطقة زراعية حيث يزرع فيها جميع الحبوب والفواكة مثل العنب والتمر والبرتقال والمانجو وغيرة من المحاصيل الفصلية.
ويقطن القرية حاليا السادة الأشراف (الحسنيين) آل شرف الدين (الدهشاء) ويرجعون إلى الإمام المنصور بالله الإمام عبد الله بن حمزة نسخة محفوظة 10 أبريل 2015 على موقع واي باك مشين.   (24 فبراير 1166 - 21 أبريل 1217) كان إمام الزيدية في اليمن من 1187 إلى 1217. ويعود اسم القبيلة (الدهشاء) إلى  حسن الدهشاء.